# Parque nacional Capoompeta
Capoompeta es un parque nacional en Nueva Gales del Sur (Australia), ubicado a 505 km al norte de Sídney. Es un parque montañoso con selvas secas y húmedas, con desfiladeros poblados de helechos. El parque no posee facilidades para visitantes aparte de las vías escénicas que lo cruzan. El parque fue creado en 1999 cambiando su figura de bosque estatal y forma parte del grupo de parques de la cordillera de Gibraltar. Las partes planas del parque han sido tradicionalmente utilizadas como tierras de pastoreo por lo que la administración del parque contempla promover el cercado de los bordes del parque para apoyar los objetivos de conservación del parque.